# Odsłony
Odsłony (lub Zasłony; tytuł oryg. Curtains) − kanadyjski film fabularny z 1983 roku, napisany przez Roberta Guzę Jr. oraz wyreżyserowany przez Richarda Ciupkę. Jest to horror, przynależny do podgatunku slasher. W filmie w rolach głównych wystąpili John Vernon, Samantha Eggar, Linda Thorson, Anne Ditchburn oraz Lynne Griffin. Fabuła Odsłon skupia się na losach grupy aktorek, które w ramach nietypowego castingu zamieszkują w willi wpływowego reżysera; po kolei padają ofiarami tajemniczego mordercy, noszącego maskę starej wiedźmy. Produkcja obrazu trwała ponad dwa lata. Dokonywano w tym czasie korekt w scenariuszu, dokręcano materiał filmowy, a także wprowadzono zmianę w obsadzie. Premiera filmu nastąpiła w marcu 1983, kiedy projekt wydano w Stanach Zjednoczonych. Kanadyjska premiera horroru odbyła się półtora roku później, we wrześniu 1984. W momencie oryginalnej publikacji Odsłony nie zyskały znacznej popularności, na przestrzeni lat stały się jednak filmem kultowym. Wśród fanów kina grozy popularna jest scena śmierci bohaterki granej przez Lesleh Donaldson. Pod koniec lipca 2014 na dyskach Blu-ray opublikowano zremasterowaną wersję projektu. Odbiór filmu przez krytyków był pozytywny.

## Obsada
- John Vernon − Jonathan Stryker
- Samantha Eggar − Samantha Sherwood
- Linda Thorson − Brooke Parsons
- Anne Ditchburn − Laurian Summers
- Lynne Griffin − Patti O’Connor
- Sandee Currie − Tara DeMillo
- Lesleh Donaldson − Christie Burns
- Deborah Burgess − Amanda Teuther
- Michael Wincott − Matthew
- Maury Chaykin − Monty
- Booth Savage − Peter

## Wpływ na kulturę masową
Fragment audio z filmu wykorzystano w utworze „Audra”, pochodzącym z albumu Darkest Day of Horror (2003) nowojorskiej grupy death-metalowej Mortician. Basista a zarazem wokalista zespołu, Will Rahmer, nazwał Odsłony swoim ulubionym filmem grozy. Na temat dzieła dyskutują także bohaterowie horroru Steve'a Goltza Don't Go to the Reunion (2013).